# Jodhi May
Jodhi May (Londra, 1º maggio 1975) è un'attrice britannica.

## Biografia
Inizia la sua carriera da attrice in giovanissima età: è solo un'adolescente quando, nel 1988, gira Un mondo a parte, il suo primo film da protagonista. È un successo: Jodhi viene premiata come migliore attrice al Festival di Cannes e riceve il premio "Laurence Olivier".
All'epoca, Jodhi era una studentessa alla Camden School for Girls, a Londra. Nel 1990, diventa ancora più popolare in Inghilterra con il film Max and Helen. A soli 16 anni, è già considerata una diva e fa apparizioni in TV. Dopo aver girato il film L'esercizio del potere nel 1990, nel 1992 arriva nelle sale cinematografiche il film più conosciuto a cui lei abbia mai partecipato: L'ultimo dei Mohicani, liberamente tratto dal celebre romanzo di James Fenimore Cooper e diretto da Michael Mann, in cui divide la scena con Madeleine Stowe e Daniel Day-Lewis.
Dopo due anni, nel 1994, Jodhi si iscrive all'Università di Oxford, al corso di Inglese, presso il Wadham College. Proprio in quell'anno, escono altri due film con la sua partecipazione, Un padre in prestito e Sister My Sister. L'uscita di quest'ultimo è accompagnata dallo stupore del pubblico e dalla feroce critica della stampa: all'interno della pellicola, che tra l'altro racconta una storia vera avvenuta a Le Mans nel 1933, appaiono alcune scene di passione tra le due sorelle protagoniste. La più piccola, Lea, è interpretata proprio dalla May. Nel film non è comunque presente alcuna scena di nudo da parte dell'attrice, che viene elogiata dalla critica. L'apprezzamento del pubblico e della stampa, sfocia nella conquista di un altro premio: laureatasi ad Oxford nel 1997, nello stesso anno gira The Gambler, il film che la porterà a vincere al Festróia, festival internazionale di cinema in Portogallo, come migliore attrice protagonista.
Dopo un'apparizione nel film The Woodlanders sempre del 1997, May appare in La casa della gioia, con Gillian Anderson. A questo punto, l'attrice torna a lavorare in TV, con film e miniserie; fra queste ultime, ricordiamo Warriors e Aristocrats. Ottima, poi, la sua interpretazione in Turn of the Screw. Dopo questa parentesi televisiva, Jodhi ha lavorato in teatro a Londra; prima al Soho Theatre, con la rappresentazione The Jerusalem Syndrome, e, dal 30 agosto al 10 novembre 2001, ha recitato in Platonov, una superba opera dello scrittore russo Anton Čechov, all'Almeida Theatre. Nello stesso anno, Jodhi ha lavorato in L'uomo senza legge, e The Dish, un cortometraggio diretto da Meloni Poole. Nel 2002, invece, ha recitato in Tipping the Velvet, di Geoffrey Sax. A dicembre dello stesso anno è stata protagonista, a fianco di Ralph Fiennes, di una rappresentazione teatrale che ha riscosso un notevole successo nella capitale inglese: The Talking Cure.
Nel 2002 sono usciti i film TV Daniel Deronda e nel 2003 The Other Boleyn Girl; in quest'ultimo, Jodhi ha interpreto Anna Bolena al fianco di Jared Harris nei panni di Enrico VIII. Nel film appare nuda per la prima volta, in una scena di rapporto tra Anna e Enrico. Dal 14 al 23 agosto dello stesso anno, la giovane attrice inglese è tornata sulla scena per recitare nuovamente una rappresentazione di Cechov, Il gabbiano, all'Edinburgh International Film Festival. Ma evidentemente l'attrazione verso il set si fa presto risentire, dal momento che il primo semestre del 2004 vede l'uscita del nuovo fim in cui Jodhi May recita ed è una dei protagonisti: si tratta di Blinded, la cui anteprima mondiale è avvenuta il 20 giugno 2004 al Taormina Film Fest.

## Filmografia parziale

### Cinema
- Un mondo a parte (A World Apart), regia di Chris Menges (1988)
- L'esercizio del potere (Eminent Domain), regia di John Irvin (1990)
- L'ultimo dei Mohicani (The Last of the Mohicans), regia di Michael Mann (1992)
- Un padre in prestito (Second Best), regia di Chris Menges (1994)
- Sister My Sister, regia di Nancy Meckler (1994)
- La lettera scarlatta (The Scarlet Letter), regia di Roland Joffé (1995) - voce
- The Gambler, regia di Károly Makk (1997)
- The Woodlanders, regia di Phil Agland (1997)
- La casa della gioia (The House of Mirth), regia di Terence Davies (2000)
- L'uomo senza legge (The Escapist), regia di Gillies MacKinnon (2002)
- Blinded, regia di Eleanor Yule (2004)
- Nightwatching, regia di Peter Greenaway (2007)
- Flashbacks of a Fool, regia di Baillie Walsh (2008)
- Defiance - I giorni del coraggio (Defiance), regia di Edward Zwick (2008)
- Ginger & Rosa, regia di Sally Potter (2012)
- A Quiet Passion, regia di Terence Davies (2016)
- Let me go, regia di Polly Steele (2017)
- Dark Hall (Down a Dark Hall), regia di Rodrigo Cortés (2018)
- Il filo invisibile, regia di Marco Simon Puccioni (2022)
- The Silent Twins, regia di Agnieszka Smoczyńska (2022)

### Televisione
- Max e Helen (Max and Helen), regia di Philip Saville – film TV (1990)
- Warriors, regia di Peter Kosminsky – film TV (1999)
- The Turn of the Screw, regia di Ben Bolt – film TV (1999)
- Aristocrats, regia di David Caffrey – miniserie TV, 5 puntate (1999)
- Daniel Deronda, regia di Tom Hooper – miniserie TV, 4 puntate (2002)
- The Other Boleyn Girl, regia di Philippa Lowthorpe – film TV (2003)
- Il mio amico Einstein (Einstein and Eddington), regia di Philip Martin – film TV (2008)
- Emma, regia di Jim O'Hanlon – miniserie TV, 4 puntate (2009)
- Strike Back – serie TV, 5 episodi (2010)
- Il Trono di Spade (Game of Thrones) – serie TV, episodio 5x01 (2015)
- Crossing Lines – serie TV, episodio 3x07 (2015)
- A.D. - La Bibbia continua (A.D. The Bible Continues) – miniserie TV, 11 puntate (2015)
- Genius – serie TV, episodi 1x09-1x10 (2017)
- Gentleman Jack - Nessuna mi ha mai detto di no (Gentleman Jack) – serie TV, 5 episodi (2019-2022)
- The Witcher – serie TV, 6 episodi (2019-2023)
- Small Axe, regia di Steve McQueen – miniserie TV, puntata1 (2020)
- The Confessions of Frannie Langton, regia di Andrea Harkin – miniserie TV, 4 puntate (2022)
- Transatlantic, regia di Stéphanie Chuat, Véronique Reymond, Mia Meyer – miniserie TV, puntata 3 (2023)
- Nell - Rinnegata (Renegade Nell), regia di Ben Taylor, Amanda Brotchie, MJ Delaney – miniserie TV, 4 puntate (2024)
- Dune: Prophecy – serie TV (2024)

## Doppiatrici italiane
Nelle versioni in italiano delle opere in cui ha recitato, Jodhi May è stata doppiata da:
- Barbara De Bortoli in A.D. - La Bibbia continua, Transatlantic, Dune: Prophecy
- Francesca Manicone in Strike Back, Nell - Rinnegata
- Antonella Baldini in Emma
- Giuppy Izzo in La lettera scarlatta
- Laura Lenghi in L'ultimo dei Mohicani
- Paola Majano ne Il Trono di Spade
- Stella Musy in Genius
- Chiara Gioncardi in Dark Hall
- Sabrina Duranti in Gentleman Jack - Nessuna mi ha mai detto di no
- Giò Giò Rapattoni in The Witcher